# Liste der Naturschutzgebiete im Landkreis Starnberg
Im Landkreis Starnberg gibt es zehn Naturschutzgebiete. Zusammen nehmen sie im Landkreis eine Fläche von etwa 727 Hektar ein. Das größte Naturschutzgebiet ist das 1985 eingerichtete Naturschutzgebiet Leutstettener Moos.
| Name                                             | Bild | Kennung                   | Kreis                                                                        | Einzelheiten                                                                          | Position | Fläche Hektar | Datum |
| ------------------------------------------------ | ---- | ------------------------- | ---------------------------------------------------------------------------- | ------------------------------------------------------------------------------------- | -------- | ------------- | ----- |
| Am Ostufer des Starnberger Sees                  |      | NSG-00438.01 WDPA: 162176 | Landkreis Bad Tölz-Wolfratshausen, Landkreis Starnberg                       | [ 3 ]                                                                                 | ⊙        | 2,568         | 1985  |
| Ampermoos                                        |      | NSG-00168.01 WDPA: 81306  | Landkreis Fürstenfeldbruck, Landkreis Landsberg am Lech, Landkreis Starnberg | LK Fürstenfeldbruck 282,44 ha, LK Landsberg am Lech 107,23 ha, LK Starnberg 138,79 ha | ⊙        | 528,46        | 1996  |
| Görbelmoos                                       |      | NSG-00034.01 WDPA: 81740  | Landkreis Starnberg                                                          |                                                                                       | ⊙        | 15,06         | 1941  |
| Herrschinger Moos                                |      | NSG-00169.01 WDPA: 163656 | Landkreis Starnberg                                                          |                                                                                       | ⊙        | 107,51        | 1982  |
| Karpfenwinkel mit Streuwiesen am Starnberger See |      | NSG-00238.01 WDPA: 164029 | Landkreis Starnberg, Landkreis Weilheim-Schongau                             | LK Starnberg 29,31 ha, LK Weilheim-Schongau 3,98 ha                                   | ⊙        | 33,29         | 1985  |
| Leutstettener Moos                               |      | NSG-00228.01 WDPA: 164444 | Landkreis Starnberg                                                          |                                                                                       | ⊙        | 214,96        | 1985  |
| Maisinger See                                    |      | NSG-00313.01 WDPA: 82137  | Landkreis Starnberg                                                          |                                                                                       | ⊙        | 116,58        | 1987  |
| Mesnerbichl                                      |      | NSG-00039.01 WDPA: 82160  | Landkreis Starnberg                                                          |                                                                                       | ⊙        | 2,62          | 1941  |
| Schluifelder Moos                                | BW   | NSG-00286.01 WDPA: 165429 | Landkreis Starnberg                                                          |                                                                                       | ⊙        | 56            | 1986  |
| Wildmoos                                         |      | NSG-00119.01 WDPA: 82918  | Landkreis Starnberg                                                          |                                                                                       | ⊙        | 45,15         | 1979  |
| Legende für Naturschutzgebiet                    |      |                           |                                                                              |                                                                                       |          |               |       |